# Kaido Kaaberma
Kaido Kaaberma (né le 18 novembre 1968 à Haapsalu) est un escrimeur estonien, dans un premier temps soviétique (jusqu'en 1991).
Il remporte différentes médailles lors de championnats, d'abord pour l'URSS puis pour l'Estonie.